# Józef Bogdanowicz
Józef Bogdanowicz (22. července 1866 Kosiv – 1905) byl rakouský šlechtic a politik polské národnosti z Haliče, na konci 19. století poslanec Říšské rady.

## Biografie
Byl šlechtického původu. Měl statek v Kosivu (Kosów) u Čortkivu.
Byl i poslancem Říšské rady (celostátního parlamentu Předlitavska), kam usedl ve volbách do Říšské rady roku 1897 za kurii všeobecnou v Haliči, 13. volební obvod Stanislavov, Rohatyn, Pidhajci atd. Ve volebním období 1897–1901 se uvádí jako rytíř Josef von Bogdanowicz, velkostatkář, bytem Kosiv, pošta Bilobožnycja.
Ve volbách roku 1897 je uváděn jako polský kandidát, tedy kandidát Polského klubu.
V říjnu 1901 byl zatčen ve Vídni pro přečin proti morálce. Byl pak propuštěn na kauci 40 000 korun. Předtím v dubnu 1900 se na rodinném statku v Kosivu zastřelil jeho otec Michał Bogdanowicz.